# Ndèye Tické Ndiaye Diop
Ndèye Tické Ndiaye Diop est une femme politique sénégalaise. Ministre de l'Économie numérique et des Télécommunications d'avril 2019 à novembre 2020, elle est ambassadrice du Sénégal au Brésil depuis octobre 2021.

## Carrière
Ndèye Tické Ndiaye Diop est ingénieure en technologies halieutiques. Originaire de la ville de Thiès, elle y exerce des activités en faveur des populations locales, telles des financements accordés aux femmes ou des investissements pour la salubrité de la ville, ce qui lui vaut le titre d'Icone 2016, qui lui est accordée en récompense de ces actions.
D'abord secrétaire générale du ministère de la Pêche, elle est nommée directrice de l'Agence nationale des affaires maritimes du Sénégal (ANAM) en 2017, où elle s'occupe de la mise en œuvre de la politique de l'État sénégalais en matière de marine marchande et des réglementations maritimes nationales. Elle est aussi nommée à l'Autorité nationale de sûreté portuaire,,,.
Ndèye Tické Ndiaye Diop est nommée ministre de l’Économie numérique et des Télécommunications en avril 2019, succédant à Abdoulaye Baldé à ce poste. Elle est également nommée porte-parole du gouvernement. Elle quitte le gouvernement le 5 novembre 2020, laissant sa place de ministre à Yankhoba Diattara.
Le 21 mars 2021, elle est nommée ambassadrice du Sénégal au Brésil par le Conseil des ministres. Elle présente ses lettres de créance au président brésilien Jair Bolsonaro le 8 octobre 2021.